# Zasloužilý ekonom Ruské federace
Zasloužilý ekonom Ruské federace (rusky Заслуженный экономист Российской Федерации) je čestný titul Ruské federace založený roku 1995. Udílen je za zásluhy odborníkům v oblasti ekonomie a financí.

## Historie
Toto vyznamenání bylo zřízeno dekretem prezidenta Ruské federace č. 1341 O zřízení čestných titulů Ruské federace,  schválení ustanovení o čestných titulech a popisu odznaku pro čestné tituly Ruské federace ze dne 30. prosince 1995. Status vyznamenání byl upraven dekretem prezidenta Ruské federace č. 1099 O opatřeních ke zlepšení systému státních vyznamenání Ruské federace ze dne 7. září 2010.
Před přijetím zákona č. 1341 existovaly právní akty zakládající čestné tituly Ruské sovětské federativní socialistické republiky (RSFSR). Po změně názvu státu z RSFSR na Ruská federace zákonem RSFSR č. 2094-I ze dne 25. prosince 1991 byl dle této změny upraven i název všech čestných titulů. Zkratka RSFSR byla nahrazena slovy Ruská federace. To vedlo k tomu, že od roku 1992 do 30. března 1996 byl udílen stejný čestný titul, který existoval od roku 1980, pouze byl udílen pod novým názvem.

## Pravidla udílení
Čestný titul Zasloužilý ekonom Ruské federace se udílí odborníkům v oblasti ekonomie a financí za zásluhy o zlepšování finančního systému Ruské federace, za formování a rozvoj jejích finančních institucí, za zásluhy o optimalizaci využití veřejných financí a státních mimorozpočtových fondů, za zásluhy o vytváření moderního mezinárodního finančního centra na území Ruské federace, za zásluhy při posilování důvěry v národní ruskou měnu doma i v zahraniční, za zvyšování finanční gramotnosti společnosti a získávání volných peněz od občanů pro rozvoj domácí ekonomiky a za výchovu kvalifikovaného personálu v oblasti ekonomie a financí. Zpravidla se udílí nejdříve po dvaceti letech práce v oboru a za předpokladu, že nominovaná osoba již obdržela jiné resortní vyznamenání.
Čestný titul se udílí dekrety prezidenta Ruské federace na základně kladného vyřízení nominace na udělení vyznamenání.

## Popis odznaku
Odznaky všech čestných titulů Ruské federace mají jednotný vzhled, který se pouze mírně liší. Odznak je vyroben ze stříbra. Je vysoký 40 mm a široký 30 mm. Má tvar oválného věnce tvořeného vavřínovými a dubovými větvičkami. Dole jsou větvičky zkřížené a svázané stužkou. V horní části odznaku na vrcholu věnce je státní znak Ruské federace. Uprostřed je kartuše s názvem čestného titulu v cyrilici Заслуженный экономист.